# Magneto-optisch effect

Faraday-effect

Magneto-optische effecten treden op wanneer een elektromagnetische golf zich door een zogenaamd gyromagnetisch medium beweegt. Dit is een medium dat afwijkende elektromagnetische eigenschappen vertoont in de aanwezigheid van een magnetisch veld. Het medium kan ook zelf voor dit magnetisch veld zorgen wanneer het ferromagnetisch is.
Het netto-effect op een lineair gepolariseerde golf bij interactie met een gyromagnetisch materiaal is dat het polarisatievlak gedraaid wordt. Wanneer de golf zich door het medium beweegt, spreekt men over het Faraday-effect. Wanneer de interactie enkel een reflectie is, wordt dit met de term magneto-optisch Kerreffect aangeduid. In veel bronnen worden beide termen door elkaar gebruikt.
Gyromagnetisch materiaal heeft de eigenschap dat - afhankelijk van het aangelegde magnetisch veld - links circulair gepolariseerd licht (LCP) zich aan een verschillende snelheid door het medium kan verplaatsen dan rechts circulair gepolariseerd licht (RCP). Het gevolg is dat wanneer de lichtstraal het medium terug verlaat de twee circulair gepolariseerde golven in fase verschoven zijn. Wanneer de intredende LCP en RCP componenten zijn van een lineair gepolariseerde golf, zal de superpositie van de uittredende componenten een lineair gepolariseerde golf zijn waarvan het polarisatievlak gedraaid is tegenover het originele polarisatievlak.
De hoek waarover de uitgaande lichtstraal zal verschoven zijn tegenover de ingaande wordt gegeven door:
{\displaystyle \beta ={\mathcal {V}}Bd}
met {\displaystyle \beta } de hoek waarover het polarisatievlak van de uitgaande straal zal geroteerd zijn tegenover de ingaande straal,
{\displaystyle {\mathcal {V}}} de Verdetconstante,
{\displaystyle B} de grootte van het aangelegde magnetisch veld in de richting van de lichtstraal en
{\displaystyle d} de lengte van het medium waardoor de straal gaat.
Een praktische toepassing is de optische isolator of optische diode. Een lineair gepolariseerde lichtbundel, bijvoorbeeld van een laser valt in op een Faraday-cel die de lineaire polarisatie verandert naar circulaire polarisatie. De laserbundel valt nu op een metaal dat hem reflecteert. Dit metaal kan bijvoorbeeld een werkstuk voor laserbewerking zijn. De teruggekaatste laserbundel is opnieuw circulair gepolariseerd, maar in de omgekeerde zin. Bij doorgang door de Faraday-cel ontstaat dus opnieuw een lineaire polarisatie, maar loodrecht op de oorspronkelijke. Met een polarisator of een Brewstervenster is het nu mogelijk, om de teruggekaatste lichtbundel tegen te houden, zodat hij het inwendige van de laser niet kan beschadigen.